# Northwest Hand (Dakota del Sur)
Northwest Hand es un territorio no organizado ubicado en el condado de Hand en el estado estadounidense de Dakota del Sur. En el Censo de 2010 tenía una población de 193 habitantes y una densidad poblacional de 0,51 personas por km².

## Geografía
Northwest Hand se encuentra ubicado en las coordenadas 44°49′56″N 99°10′36″O / 44.83222, -99.17667. Según la Oficina del Censo de los Estados Unidos, Northwest Hand tiene una superficie total de 375.72 km², de la cual 374.86 km² corresponden a tierra firme y (0.23%) 0.86 km² es agua.

## Demografía
Según el censo de 2010, había 193 personas residiendo en Northwest Hand. La densidad de población era de 0,51 hab./km². De los 193 habitantes, Northwest Hand estaba compuesto por el 99.48% blancos, el 0% eran afroamericanos, el 0% eran amerindios, el 0% eran asiáticos, el 0% eran isleños del Pacífico, el 0% eran de otras razas y el 0.52% pertenecían a dos o más razas. Del total de la población el 0% eran hispanos o latinos de cualquier raza.